# Inca Roca

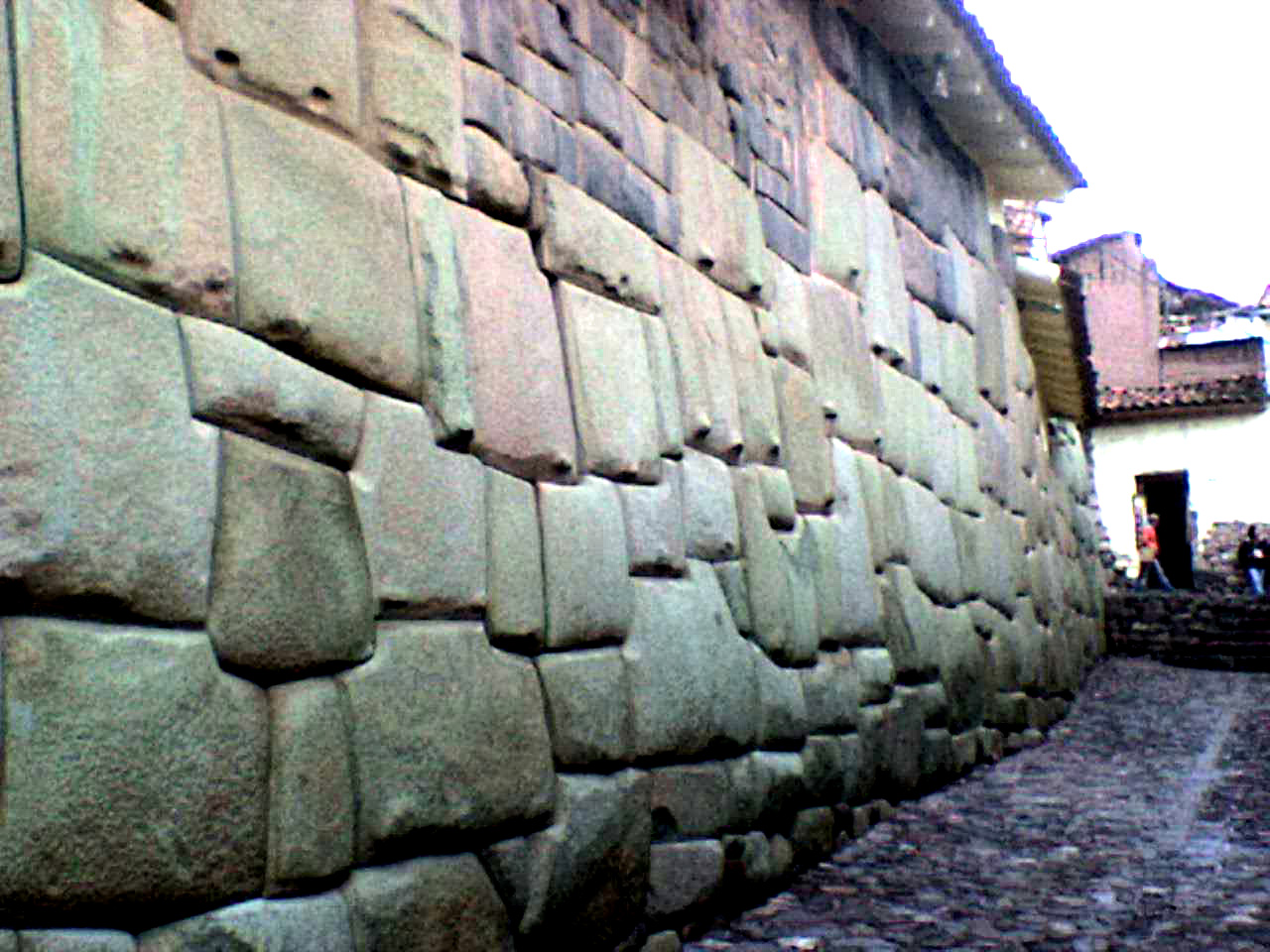
Pedra dels dotze angles, a l'antic palau de l'Inca Roca (avui palau de l'arquebisbe de Cuzco).

Inca Roca fou el sisè emperador inca del regne del Cusco, segons la tradició. Va governar des del 1350 fins al 1380, dedicant els primers anys a visitar les distintes regions del seu regne per tal d'informar-se de les condicions de vida dels súbdits, a més a més d'organitzar distintes expedicions vers la selva amazònica, sense gaire èxit.
Durant el seu mandat va aconseguir annexionar nous territoris als seus dominis. Va iniciar la contesa amb el poble chanka, confederació de pobles que va fer front als inques gairebé un segle.
Va reorganitzar les festivitats inques, fent-les més solemnes i fastuoses, característiques les quals van imitar els seus successors.
Va morir circa 1380.